# George West, Texas
George West là một thành phố thuộc quận Live Oak, tiểu bang Texas, Hoa Kỳ. Năm 2010, dân số của xã này là 2445 người.

## Dân số
- Dân số năm 2000: 2524 người.
- Dân số năm 2010: 2445 người.